# Creacionismo (poesía)
El creacionismo fue un movimiento estético hispanoamericano  inscrito en la llamada vanguardia del primer tercio del siglo XX. Su manifestación más importante se produjo en la poesía lírica.

## Características
En la escritura de una poesía vanguardista del creacionismo son esenciales estos puntos:
- Evita las anécdotas y descripciones.
- Hace énfasis en los efectos visuales.
- Uso novedoso de la tipografía.
- Le permite al autor compararse con un dios.
- La poesía es un instrumento de creación absoluta.
- El creador genera ideas y tiene la oportunidad de ser una deidad
- El uso de la coma se consideró obsoleto y fue sustituido por el punto y coma.
- Afán de renovar el léxico.
- Libertad lingüística
- Influencia del dadaísmo y el ultraismo.

## Creación
Iniciado alrededor de 1916 por el chileno Vicente Huidobro y el francés Pierre Reverdy, se vinculó con las corrientes vanguardistas y experimentales europeas de comienzos del siglo XX. El mismo poeta Huidobro lo introdujo en España en 1918. El movimiento hizo fortuna entre algunos de los poetas de la Generación del 27. Entre sus seguidores se encuentran los poetas españoles Juan Larrea y Gerardo Diego, quien refleja su ideario creacionista de un «álgebra del lenguaje» en su Fábula de Equis y Zeda.